# Просто Райт
«Про́сто Ра́йт» (англ. Just Wright) — американская романтическая кинокомедия, повествующая о том, как физиотерапевт влюбляется в баскетболиста. Премьера состоялась 14 мая 2010 г.

## Сюжет
Лесли Райт (Куин Латифа), фанатка баскетбола, не может найти себе подходящего мужчину. Она случайно сталкивается с баскетболистом Скотом МакНайтом (Common), и у них завязывается разговор, где он её приглашает на свой день рождения. Лесли приходит на вечеринку не одна, а с сестрой Морган, на которую  Скот обращает внимание. У Скота и Морган доходит до помолвки, но камнем преткновения становится травма Скота. После того, как Морган бросает Скота, Лесли в качестве физиотерапевта, а затем и друга, остаётся с ним. Морган возвращается к Скоту после его реабилитации. Однажды на интервью его спросили, что вернуло ему прежние силы, он ответил: 
два слова: Лесли Райт.
И тогда он понял, что ему нужна только она.

## В ролях
- Куин Латифа — Лесли Райт
- Common — Скотт МакНайт
- Пола Пэттон — Морган Александр
- Пэм Грир — Джэнис Райт
- Джеймс Пикнес-Младший — Ллойд Райт, отец Лесли
- Филиция Рашад — Мать Скотта
- Мекхад Брукс — Анджело Бэмбери
- Хавон Лаф — Кармело Энтони
- Лаз Алонсо — Марк Мэттьюз
- Майкл Лэнедис — Нельсон Каплан
- Питер Германн — Доктор Тейлоп
- Лео Аллен — Пол
- Тэрренс Банхард — Джазист

Играют самих себя:
- Уэйд, Дуэйн — Самого себя
- Ховард, Дуайт — Самого себя
- Mike Fratello — Самого себя
- Stan Van Gundy — Самого себя
- Kenny Smith — Самого себя
- Marv Albert — Самого себя
- Льюис, Рашард — Самого себя
- Рондо, Рэджон — Самого себя
- Stuart Scott — Самого себя
- Bobby Simmons — Самого себя
- Брэнд, Элтон — Самого себя
- Jalen Rose — Самого себя
- Джеймс, Леброн — Самого себя
- Mike Golic — Самого себя
- Doris Burke — Саму себя
- Mike Greenberg — Самого себя
- Ледженд, Джон — Самого себя
- Jim Sann — Самого себя